# Фланк
Фланк (фр. flanc «бок») — обороняющий бок, сторона укрепления, перпендикулярная или почти перпендикулярная (под углом 60°–120°) линии фронта бастиона или другого укрепления.

## История
Строительство таких участков укрепления связано с необходимостью обстрела (фланкирования) ближайших подступов к смежным отрезкам стены. Например, в бастионной системе фланк — сторона бастиона между фасом и куртиной, где обычно устанавливались орудия для обстрела рва перед куртиной и фасом следующего бастиона.
Несмотря на необходимость фланков для контроля прилегающей к стенам территории, их ориентация создавала определённые проблемы: сами они подвергались продольному обстрелу противником. Эта проблема частично решалась максимальным сокращением длины фланков до достаточной лишь для размещения необходимого числа стрелков или орудий. Расстояние между фланками определялось типом размещаемого на них оружия и, соответственно, дальностью эффективного обстрела.
Вначале орудия на бастионных фланках устанавливались без всякой дополнительной защиты, что облегчало противнику задачу по их уничтожению и оставляло прикрываемую ими стену без защиты. Поэтому в дальнейшем фланки стали делать отступными (вдвигая их стену вглубь бастиона относительно стен фасов) и пониженными (ниже уровня насыпи бастиона), что обеспечивало фланкирующей артиллерии защиту стен фасов. Часть фаса, выступающая за линию фланка, получила название орильон (фр. orillon — «ушко»). Следующим шагом стало появление многоярусных фасов, где располагались несколько рядов орудий. Для повышения эффективности борьбы с фланкирующей артиллерией осаждающая сторона использовала отдельные группы орудий — так называемые контрбатареи.